# Castlerea
Castlerea [ˌkæsəlˈreɪ] (iriska: An Caisleán Riabhach) är en ort i den västra delen av grevskapet Roscommon i Republiken Irland. Orten hade år 2016 totalt 1 992 invånare.